# Norwell
Norwell és una població dels Estats Units a l'estat de Massachusetts. Segons el cens del 2008 tenia 10.293 habitants.

## Demografia
Segons el cens del 2000, Norwell tenia 9.765 habitants, 3.250 habitatges, i 2.710 famílies. La densitat de població era de 180,7 habitants/km².
Per edats la població es repartia de la següent manera: un 28,6% tenia menys de 18 anys, un 4,3% entre 18 i 24, un 25,6% entre 25 i 44, un 28,9% de 45 a 60 i un 12,6% 65 anys o més.
L'edat mediana era de 40 anys. Per cada 100 dones de 18 o més anys hi havia 90,6 homes.
La renda mediana per habitatge era de 87.397 $ i la renda mediana per família de 96.771$. Els homes tenien una renda mediana de 66.406 $ mentre que les dones 40.625$. La renda per capita de la població era de 37.222$. Entorn de l'1,4% de les famílies i l'1,9% de la població estaven per davall del llindar de pobresa.